# توم هوبر (ممثل)
توم هوبر (بالإنجليزية: Tom Hopper)‏ هو ممثل بريطاني، ولد في 28 يناير 1985 في المملكة المتحدة.

## أعمال

### أفلام
- (2014)  ملحمة الفايكينغ[4][5]
- (2018) أشعر أنني جميلة
- (2019) تيرميناتور 6

### مسلسلات
- الأشرعة السوداء
- أكاديمية المظلة
- صراع العروش

## وصلات خارجية
- توم هوبر على موقع IMDb (الإنجليزية)
- توم هوبر على موقع روتن توميتوز (الإنجليزية)
- توم هوبر على موقع ألو سيني (الفرنسية)
- توم هوبر على موقع قاعدة بيانات الفيلم (الإنجليزية)